# Catedral de la Asunción de Santa María (Alife)
La Catedral de la Asunción de Santa María o simplemente Catedral de Alife (en italiano: Cattedrale di S. Maria Assunta) Es una catedral católica en Alife en la provincia de Caserta, Campania, Italia. Dedicada a la Asunción de la Virgen María, es la sede del Obispo de Alife-Caiazzo.
La Catedral de Alife, construida por primera vez en 1132, fue antes dedicada al Papa Sixto I, más tarde a San Sixto, el santo patrón de la ciudad. Después de los severos terremotos de 1456 y 1688, la catedral fue reconstruida en gran parte en estilo barroco, y se reabrió en 1692.
El interior ha conservado elementos notables del edificio antiguo, incluyendo dos arcadas adornadas con las esculturas de animales (incluyendo el elefante, símbolo heráldico de la ciudad establecida por la familia d'Aquino, que gobernó Alife de 1121 a 1269) y los santos. También es interesante la cripta románica, que alberga las reliquias de San Sixto, traído aquí por Ranulf, Conde de Alife: tiene un plan rectangular y columnas de un antiguo teatro romano. Algunos de las capiteles son antiguos, mientras que otros son copias medievales de los originales romanos.